# 建設国債
建設国債（けんせつこくさい）とは、国が公共事業費や出資金・貸付金の財源に充てるために発行する国債。別名は四条国債。

## 概要
財政法第4条は、本文で国債発行を原則禁止する一方で、その但書きにおいて「公共事業費、出資金及び貸付金の財源については、国会の議決を経た金額の範囲内で、公債を発行し又は借入金をなすことができる」と規定されており、この規定に基づいて、建設国債が発行できるとしている。四条国債という別名は同条を根拠にしていることによる。
例外的に建設国債が発行可能となっている理由は、建設される公共施設は後世にも残って国民に利用できるためであり、後世に残らない事務経費や人件費に充てることはできない。
日本では建設国債は1966年から発行されている。昭和40（1965）年度一般会計で見込んだ税収が、経済活動の停滞のため得られなくなった上、予算に計上していなかった支出が必要となった結果、財政処理について特別の措置が必要となった。そこで補正予算を編成し、財政法第4条を根拠に国債を発行することとされた。但し、国債発行によって戦時中及び終戦直後のようなインフレが生じないよう、国民経済全体としての均衡を重視するとし、2つの原則を示している。第一は、国債の対象を公共事業費等に限定し、いわゆる経常歳出は租税その他の普通歳入でまかなうことであり、第二は、その消化はあくまで市中で行なうことである。
こうして昭和40年度に2千億円の建設国債が発行された。この2千億円は、当時の経済成長による自然増収に助けられて7年かけて償還された。その一方で、その後も建設国債の発行は継続し、昭和50年度はさらに赤字国債を発行することに踏み出した。昭和50年の国会での野党の議論によると、50年度当初予算までの建設国債の累積総額は12兆5千億円となり、借金の利子として支払われる国債費も1兆400億円に達していた。
2000年8月3日、森喜朗内閣下で、IT関連費等も建設国債で調達できるように財政法4条を見直す方針が決められた。
2023年度からは、防衛費にもあてられるようになった。